# Interisland Airlines
Interisland Airlines is een Filipijnse luchtvrachtmaatschappij met als thuisbasis Pasay City.
De luchtvaartmaatschappij begon in 1986 als luchttaxi onder de naam Interisland Air Services. In 2004 veranderde de naam in Interisland Airlines, nadat het twee Jakovlev Jak-40 vliegtuigen had aangeschaft. De eigenaren zijn: Consuelo Helgen (CEO), Gloria Belen, Luc Helgen (voorzitter), Lydia Dizon (CFO) en Marcelo Pervera.

## Bestemmingen
- Manilla - hub
- Malay - charter
- Tablas - charter
- Vigan

## Vloot
De vloot van Interisland Airlines bestaat anno maart 2009 uit:
- 1 Antonov An-24
- 1 Antonov An-26 - vracht
- 1 Dornier Do 28
- 2 Jakovlev Jak-40
- 1 YS-11